# Musulmanin
Musulmanin é um filme de drama russo de 1995 dirigido e escrito por Vladimir Khotinenko e Valeri Zalotukha. Foi selecionado como representante da Rússia à edição do Oscar 1996, organizada pela Academia de Artes e Ciências Cinematográficas.

## Elenco
- Yevgeny Mironov - Kolya Ivanov
- Aleksandr Baluev - Fedya
- Nina Usatova - Sonya
- Evdokiya Germanova - Verka
- Alexander Peskov
- Ivan Bortnik - avô de Kolya
- Sergei Taramaev - Holy Michael
- Pyotr Zaychenko - Pavel Petrovich
- Vladimir Ilyin - Gena